# Genlisea pygmaea
Genlisea pygmaea är en tätörtsväxtart som beskrevs av A. St. Hil.. Genlisea pygmaea ingår i släktet Genlisea och familjen tätörtsväxter. Inga underarter finns listade i Catalogue of Life.

## Bildgalleri

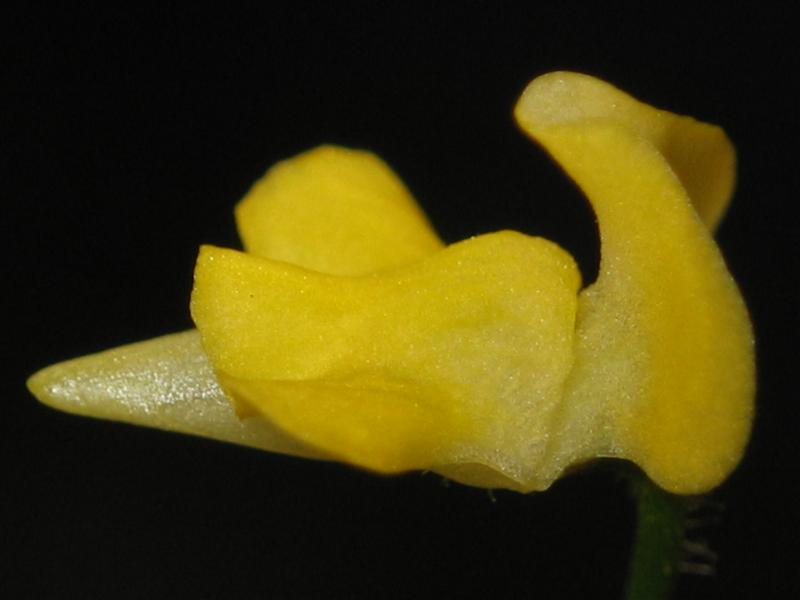
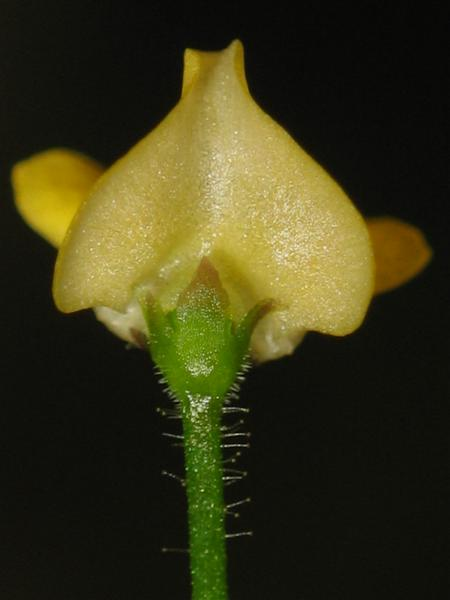
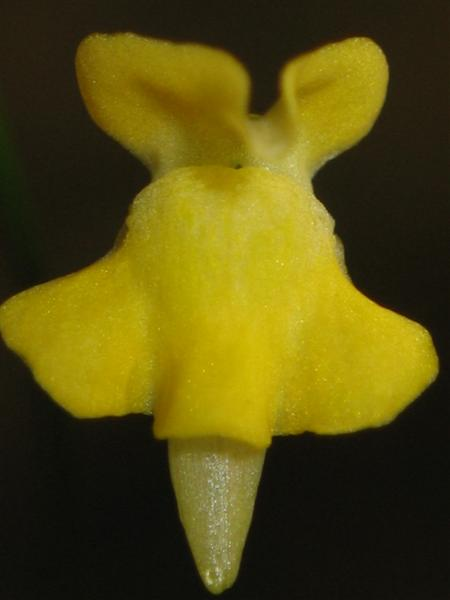